# Höljasjöarna (öst)
Höljasjöarna är en sjö i Svenljunga kommun i Västergötland och ingår i Ätrans huvudavrinningsområde.